# Mansur Dadullah
Mansur Dadullah (gestorben im November 2015) war ein afghanischer Rebellenführer der Taliban.
Nach dem Tode seines Bruders Mullah Dadullah durch einen Militäreinsatz von US-amerikanischen Militärs 2007 wurde Mansur Dadullah Kommandeur in Südafghanistan. Mansurs Bruder galt vorher als Militärchef der Taliban.
Mansur Dadullah war im März 2007 im Austausch gegen den verschleppten italienischen Journalisten Daniele Mastrogiacomo aus dem Gefängnis freigekommen. In einer Videoaufzeichnung vom 9. Juni 2007, die in einem Trainingslager der Taliban entstanden ist, zeigte sich Dadullah und kündigte Selbstmordanschläge in Europa und den USA an. Ende 2007 wurde er nach Gerüchten von den Taliban verstoßen, da er Anweisungen nicht Folge geleistet und gegen Regeln der Taliban verstoßen habe. Anfang Februar 2008 wurde Dadullah in der Nähe des Dorfes Gowal Ismail in der Provinz Belutschistan von pakistanischen Sicherheitskräften festgenommen.
Bei der Festnahme erlitt Mansur Dadullah nach Aussage des örtlichen Polizeichefs Verletzungen. Associated Press hatte anfangs fälschlich Mansur Dadullahs Tod gemeldet.
Dadullah starb im November 2015 als Anführer einer Splittergruppe der Taliban, die sich dem Islamischen Staat angeschlossen hatte, in einem Feuergefecht mit den Taliban. Obwohl sein Sprecher zunächst dementiert hatte, dass Dadullah getötet worden sei, bestätigten Vertreter der Splittergruppe 2016 seinen Tod und ernannten seinen Neffen Emdadullah Mansur zu Dadullahs Nachfolger.